# Teratolpium andinum
Teratolpium andinum är en spindeldjursart som beskrevs av Beier 1959. Teratolpium andinum ingår i släktet Teratolpium och familjen Garypinidae. Inga underarter finns listade i Catalogue of Life.